# Politik der ruhigen Hand
Als Politik der ruhigen Hand bezeichnete Bundeskanzler Gerhard Schröder seine Wirtschaftspolitik in den Jahren 2001 und 2002.
Der von Schröder selbst geprägte Begriff kennzeichnet den Grundsatz seiner Politik dieser Jahre, auf kurzfristige wirtschaftliche Entwicklungen nicht überstürzt zu reagieren. Die Opposition kritisierte die Politik der ruhigen Hand als Untätigkeit, nachdem zuvor die Rot-grüne Koalition, teilweise von denselben Personen, dafür kritisiert worden war, dass sie zu viele Reformprojekte auf einmal und zu schnell angestoßen habe. Der damalige CSU-Generalsekretär Markus Söder, der wie der CSU-Parteivorsitzende Edmund Stoiber in dieser Politik die Ursache für das Erstarken der NPD im Jahr 2005 sah, bezeichnete die Politik der ruhigen Hand als „Politik der faulen Hand“.
Im März 2003 wurde die Politik der ruhigen Hand durch die Agenda 2010 abgelöst.
Ein ähnlicher Begriff, die Politik der kleinen Schritte, wurde zuvor bereits von Otto von Bismarck („Politik der Geduld, der kleinen Schritte und des Abwartens“), Willy Brandt und Egon Bahr (Leitgedanken zur Ostpolitik im Kalten Krieg) sowie später von Angela Merkel zu Beginn ihrer Amtszeit als Bundeskanzlerin im Jahre 2005 (als Leitbild ihrer Politik) verwendet. 

## Belege
1. ↑  ZDFheute.de: NPD-Debatte: Empörung nach Stoibers Attacke auf die Regierung (Memento des Originals vom 30. November 2005 im Internet Archive)  Info: Der Archivlink wurde automatisch eingesetzt und noch nicht geprüft. Bitte prüfe Original- und Archivlink gemäß Anleitung und entferne dann diesen Hinweis., 25. Februar 2005.